# Bloemswaard (Baarn)
Villa Bloemswaard aan de Stationsweg 47 is een gemeentelijk monument in Baarn in de provincie Utrecht.
De roodstenen villa staat in de hoek van de Pekingtuin op de kruising met de Javalaan. De villa stond er al in 1902.
De asymmetrische voorgevel staat aan de Javalaan. Tegen de rechtergevel staat een plantenkas uit 1929 met stalen roeden en een bakstenen voet. Het pand heeft een halfronde oprijlaan en grote eiken in de tuin. De villa wordt aan het oog onttrokken door een hoge heg.